# Onze-Lieve-Vrouw van Altijddurende Bijstandkerk (Roosendaal)
De Onze-Lieve-Vrouw van Altijddurende Bijstandkerk is een rooms-katholieke kerk aan de Kade 21 in Roosendaal.
De kerk is gebouwd in neoromaanse en neobyzantijnse stijl en werd ontworpen door Theo Asseler. Het gebouw stamt uit 1868 en was oorspronkelijk de kloosterkerk van de Paters Redemptoristen.
Het is een driebeukige kruiskerk met 2 torens en een grote vieringtoren. De torens zijn beide 37 meter hoog. De vieringtoren werd toegevoegd tijdens een vergroting tussen 1907 en 1909.
Het interieur wordt gedekt door kruisribgewelven met een hoogte van ongeveer 18,8 meter. De inwendige hoogte van het koepelgewelf bedraagt 27,7 meter. Verder bezit de kerk een Mariakapel, Gerarduskapel en een huiskapel in het kloostergebouw. De kerk was vroeger onderdeel van een Redemptoristenklooster. Toen het klooster werd verlaten is de kerk een parochiekerk geworden en het klooster een parochiecentrum. De kerk werd gebruikt door de Onze lieve vrouweparochie, inmiddels is deze parochie gefuseerd met de Emmausparochie en parochie de Ark. Samen vormen zij nu de Sint-Norbertusparochie, deze parochie is voor heel Roosendaal en Nispen. 
De voorgevel met tweetorenfront van de Sint-Petrus-en-Pauluskathedraal te Paramaribo is grotendeels afgeleid van dat van de Onze-Lieve-Vrouw van Altijddurende Bijstandkerk.
Sinds 2001 vervangt de kerk de Sint-Janskerk als centrumkerk van Roosendaal. De Redemptoristen vertrokken in 2003 uit de stad.